# Conrack
Pour plus de détails, voir Fiche technique et Distribution.
Conrack est un film américain réalisé par Martin Ritt, sorti en 1974. C'est l'adaptation des mémoires de Pat Conroy publié en 1972 sous le titre The Water Is Wide.

## Synopsis
Pat Conroy est un jeune professeur à Yamacraw Island sur la côte de Caroline du Sud dans une école situé dans un quartier peuplé majoritairement de familles noires pauvres.

## Fiche technique
- Titre français : Conrack
- Réalisation : Martin Ritt
- Scénario : Harriet Frank Jr. et Irving Ravetch d'après les mémoires de Pat Conroy
- Direction artistique : Walter Scott Herndon
- Montage : Frank Bracht
- Pays de production : États-Unis
- Format : Couleurs - 35 mm - 2,35:1 - Mono
- Genre : drame et biopic
- Durée : 106 minutes
- Date de sortie : 1974

## Distribution
- Jon Voight : Pat Conroy
- Paul Winfield : Mad Billy
- Madge Sinclair : madame Scott
- Tina Andrews : Mary
- Antonio Fargas : Quickfellow
- Ruth Attaway : Edna
- James O'Rear : le postier
- Gracia Lee : madame Sellers
- C.P. MacDonald : monsieur Ryder
- Jane Moreland : madame Webster
- Thomas Horton : le juge
- Nancy Butler : madame Ryder
- Robert W. Page : monsieur. Spaulding